# 1335 w literaturze
Wydarzenia literackie w 1335 roku.

## Urodzili się
- Cyprian, pisarz bułgarski